# Pterolophia confusa
Pterolophia confusa là một loài bọ cánh cứng trong họ Cerambycidae.